# Хоробут
Хоробут (рос. Хоробут) — село у Мегіно-Кангалаському улусі Республіки Сахи Російської Федерації.
Населення становить 984 особи. Орган місцевого самоврядування — Хоробутський наслег.

## Географія

### Клімат
| Клімат Хоробута           | Клімат Хоробута | Клімат Хоробута | Клімат Хоробута | Клімат Хоробута | Клімат Хоробута | Клімат Хоробута | Клімат Хоробута | Клімат Хоробута | Клімат Хоробута | Клімат Хоробута | Клімат Хоробута | Клімат Хоробута | Клімат Хоробута |
| Показник                  | Січ.            | Лют.            | Бер.            | Квіт.           | Трав.           | Черв.           | Лип.            | Серп.           | Вер.            | Жовт.           | Лист.           | Груд.           | Рік             |
| Середній максимум, °C     | −37,7           | −29,9           | −13,6           | 0,9             | 12,9            | 22,5            | 25,6            | 21,5            | 11,6            | −3,9            | −24,9           | −35,6           | −4              |
| Середня температура, °C   | −41,5           | −35,7           | −21,9           | −6,4            | 6,5             | 15,4            | 18,7            | 14,8            | 6,0             | −8,6            | −29,5           | −39,5           | −10             |
| Середній мінімум, °C      | −45,3           | −41,5           | −30,2           | −13,7           | 0,2             | 8,4             | 11,8            | 8,2             | 0,4             | −13,2           | −34             | −43,3           | −16             |
| Норма опадів, мм          | 10              | 7               | 6               | 10              | 22              | 42              | 44              | 43              | 32              | 21              | 16              | 12              | 265             |
| ------------------------- | --------------- | --------------- | --------------- | --------------- | --------------- | --------------- | --------------- | --------------- | --------------- | --------------- | --------------- | --------------- | --------------- |
| Джерело: climate-data.org |                 |                 |                 |                 |                 |                 |                 |                 |                 |                 |                 |                 |                 |

## Історія
Згідно із законом від 30 листопада 2004 року органом місцевого самоврядування є Хоробутський наслег.

## Населення
| 2002 | 2010 |
| ---- | ---- |
| 1028 | ↘984 |